# Otto Bredt
Otto Bredt (* 11. Mai 1888 in Köln; † 25. Juli 1973 in Hannover) war ein deutscher Unternehmensberater und Ehrenvorsitzender des Instituts der Wirtschaftsprüfer.

## Leben
Otto Bredt studierte Maschinenbau, Volks- und Betriebswirtschaft in Karlsruhe, Berlin und Bonn. In Karlsruhe war er beim Corps Saxonia aktiv. Im Ersten Weltkrieg war er Regimentsadjutant eines Jäger-Regiments zu Pferde. 1920 promovierte er zum Dr.-Ing. an der TH Berlin-Charlottenburg. Er war maßgebend am Wiederaufbau des Wirtschaftsprüferberufs sowie des Rationalisierungskuratoriums der Deutschen Wirtschaft beteiligt (ab 1959 Ehrenmitglied), acht Jahre Präsident der Landeskammer Niedersachsen des Berufs, zwölf Jahre erst stellvertretender Vorsitzender. Bredt war von 1947 bis 1967 Vorsitzender des Verwaltungsrats des Niedersächsischen Symphonie-Orchesters, seit 1934 Mitglied, seit 1967 Vorsitzer des Beirats der H. Bahlsen Keksfabrik KG, seit 1970 Vorsitzer des Beirats von Deylen & Söhne KG sowie Beiratsmitglied der H. Wohlenberg KG.
Otto Bredt gehörte dem Verein Deutscher Ingenieure (VDI) an und war Mitherausgeber der Zeitschrift Technik und Wirtschaft.

## Auszeichnungen
Bredt erhielt 1914/18 beide Klassen des Eisernen Kreuzes, später das Ehrenkreuz der Frontkämpfer, 1939/45 das Kriegsverdienstkreuz II. Klasse, die Carl-Friedrich-von-Siemens-Plakette des RKW für Verdienste um die Rationalisierung (1967), 1956 das Große Bundesverdienstkreuz, 1968 den Stern zum Großen Bundesverdienstkreuz und 1966 den Japanischen Orden zur Aufgehenden Sonne. Ebenfalls 1966 verlieh ihm der Verein Deutscher Ingenieure das VDI-Ehrenzeichen.
1961 verlieh ihm die Johann-Wolfgang-von-Goethe-Universität Frankfurt in der Paulskirche die Würde eines Dr. rer. pol. h. c. der Wirtschafts- und Sozialwissenschaftlichen Fakultät.
Bredts Ehrenämter bis 1948 sind in dem Beitrag von G. Freitag Otto Bredt und sein Werk in dem Buch Technik und Wirtschaft im Wandel der Zeit ausführlich behandelt. Seither sind unter anderem noch hinzugekommen:
Gründer und bis 1950 Vorsitzender des Rationalisierungs-Ausschusses der Deutschen Wirtschaft e.V., jetzt RKW genannt, seither Ehrenmitglied desselben; Gründer und Präsident der Wirtschaftstreuhänderkammer des Landes Niedersachsen (1945/46), Mitgründer (1947), stellv. Vorsitzender u. Vorsitzer (1955/59) des Vorstandes des Institutes der Wirtschaftsprüfer in Deutschland e. V., danach Ehrenvorsitzender, Vorsitzender der Arbeitsgemeinschaft der Beratenden Freien Berufe, Mitglied des Komitees (1952/59) und des Conseil (1960/1965) der Union Europeene des Experts Comptables Economiques et Financiers (UEC).

## Schriften
- Grenzen des Geistes im Reiche der Seele. Selbstverlag, 1969.